# Clemente Soto Vélez
Clemente Soto Vélez (* 1905 in Puerto Rico; † 1993) war ein Dichter, Journalist und politischer Aktivist.

## Leben
Soto Vélez gründete literarische und gemeinschaftliche Organisationen. Dazu gehörte u. a. die Puerto Rican Merchants Association, die Ladenbesitzern half, ihre Rechte als Pioniere der Unternehmer zu schützen. Sein Leben ist geprägt von der Sorge um das Wohlergehen der Puerto-Ricaner und anderer Latinos und seinem Glauben an Selbstversorgung und die Stärkung der Gemeinschaft.
Als Mitglied der Puerto Rican Nationalist Party kämpfte er an der Seite von Pedro Albizu Campos and Juan Antonio Corretjer, mit denen er auch im Bundesgefängnis in Haft saß. Nach seiner Freilassung ließ er sich in den frühen 1940er Jahren in New York nieder, wo er bis zu seinem Tod 1993 blieb.
Sein Sammelband La tierra prometida (Das verheißene Land) stellt eine Denunzierung der imperialistischen Ausbeutung Puerto Ricos durch die USA dar. Als Dichter verfolgte er eine leidenschaftliche soziale Vision in der Tradition von Pablo Neruda.
Soto Vélez diente vielen Künstler-Generationen in Puerto Rico und New York City als Mentor. Er bereicherte das kulturelle, soziale und ökonomische Leben der Puerto-Ricaner in New York City und der Latinos.
1995 gründeten der Schriftsteller Edgardo Vega Yunqé und der Regisseur Nelson Landrieu an der Lower East Side von Manhattan das Clemente Soto Velez Cultural and Educational Center, um sein Erbe fortzusetzen.